# Marjorie Holt

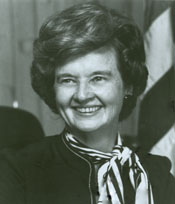
Marjorie Holt

Marjorie Sewell Holt (* 17. September 1920 in Birmingham, Alabama; † 7. Januar 2018 in Severna Park, Anne Arundel County, Maryland) war eine US-amerikanische Politikerin. Zwischen 1973 und 1987 vertrat sie den Bundesstaat Maryland im US-Repräsentantenhaus.

## Werdegang
Marjorie Holt besuchte in den Jahren 1940 und 1941 das Jacksonville Junior College. Nach einem Jurastudium an der University of Florida wurde sie 1949 in Florida und 1962 in Maryland als Rechtsanwältin zugelassen. Seit 1962 übte sie diesen Beruf im Anne Arundel County in Maryland aus. Zwischen 1966 und 1972 war sie bei der Verwaltung des Bezirksgerichts angestellt. Im gleichen Bezirk fungierte sie in den Jahren 1963 bis 1965 als Wahlleiterin. Politisch schloss sie sich der Republikanischen Partei an. Von 1971 bis 1972 war sie Beraterin der Vereinigung Republikanischer Frauen in Maryland. Im gleichen Zeitraum war sie auch Mitglied einer Kommission der Staatsregierung von Maryland, die sich mit der Anwendung und Durchsetzung von Gesetzen befasste. In den Jahren 1968, 1976 und 1980 nahm sie als Delegierte an den jeweiligen Republican National Conventions teil.
Bei den Kongresswahlen des Jahres 1972 wurde Holt im vierten Wahlbezirk von Maryland in das US-Repräsentantenhaus in Washington, D.C. gewählt, wo sie am 3. Januar 1973 die Nachfolge von Paul Sarbanes antrat. Nach sechs Wiederwahlen konnte sie bis zum 3. Januar 1987 sieben Legislaturperioden im Kongress absolvieren. In diese Zeit fielen unter anderem das Ende des Vietnamkrieges und die Watergate-Affäre. Im Kongress trat sie für einen selbständigeren außenpolitischen Kurs der Vereinigten Staaten ein und war gegen eine Unterordnung unter internationale Organisationen. Im Jahr 1986 verzichtete sie auf eine erneute Kandidatur.
Nach dem Ende ihrer Zeit im US-Repräsentantenhaus praktizierte Marjorie Holt wieder als Anwältin. Im Jahr 1987 wurde sie von Präsident Ronald Reagan in die Kommission zur Waffenkontrolle und Abrüstung berufen. Sie war verheiratet und verbrachte ihren Lebensabend in Severna Park.

## Einzelnachweis
1. ↑  Former Congress member Marjorie Holt dies at 97

| Personendaten    | Personendaten                               |
| ---------------- | ------------------------------------------- |
| NAME             | Holt, Marjorie                              |
| ALTERNATIVNAMEN  | Holt, Marjorie Sewell (vollständiger Name)  |
| KURZBESCHREIBUNG | US-amerikanische Politikerin                |
| GEBURTSDATUM     | 17. September 1920                          |
| GEBURTSORT       | Birmingham, Alabama                         |
| STERBEDATUM      | 7. Januar 2018                              |
| STERBEORT        | Severna Park, Anne Arundel County, Maryland |